# Loders
Loders est une paroisse civile et un village du Dorset, en Angleterre.